# Pierre-Florent Louvet
Pour les articles homonymes, voir Pierre Louvet (homonymie).
Pierre-Florent Louvet, dit Louvet de la Somme, pour le différencier de son collègue Louvet de Couvray, né le 20 novembre 1757 à Laucourt et mort le 20 mai 1818 à Paris dans l'ancien 11e arrondissement, est un homme politique de la Révolution française, du Consulat et du Premier Empire.

## Biographie

### Carrière juridique
Fils d'un laboureur, Louvet fait des études de droit et exerce avant la Révolution française la profession d'avocat. En 1790 il devient juge auprès du tribunal du district de Montdidier.

### Député à la Législative
En septembre 1791, Louvet est élu député du département de la Somme, le dixième sur treize, à l'Assemblée nationale législative. Louvet vote en faveur de la mise en accusation de Bertrand de Molleville, ministre de la Marine, mais s'oppose à celle du marquis de Lafayette.
Il vote avec le centre et intervient sur des sujets divers. Il soutient ainsi la suppression des apanages des princes émigrés et des droits casuels. Louvet de la Somme est aussi à l'origine d'un décret accélérant les jugements de la nouvelle Haute Cour de Justice et de la prohibition de l'exportation des matières d'or et d'argent. Il défend également l'agitateur Saint-Huruge.

### Député à la Convention
En septembre 1792, Louvet est réélu député de la Somme, le huitième sur treize, à la Convention nationale.  
Il siège sur les bancs de la Plaine. Lors du procès de Louis XVI, il vote en faveur de l'appel au peuple, se prononce pour le détention durant la guerre et le bannissement à la paix, et en faveur du sursis à l'exécution. Il est absent lors du scrutin sur la mise en accusation de Marat et vote en faveur du rétablissement de la Commission des Douze.  
En fructidor an II (septembre 1794), il est élu membre du Comité de Législation.  

### Sous le Directoire
En octobre 1795, Louvet fait partie des conventionnels réélus au Conseil des Cinq-Cents, toujours pour la Somme, avec 302 voix pour 315 votants. Il intervient peu au cours de son mandat, et parvient à se faire réélire aux élections de 1798.
En novembre 1799, il approuve le Coup d'État du 18 brumaire.

### Sous Napoléon
Ce ralliement à Bonaparte permet à Louvet de poursuivre sa carrière politique. Il est ainsi choisi le 4 nivôse an VIII (25 décembre 1799) par le Sénat conservateur pour siéger au Corps législatif. Il conserve ce poste pendant toute la durée du régime napoléonien, jusqu'au 4 juin 1814.
Le 6 octobre 1810, il reçoit le titre de chevalier d'Empire.
Écarté de la vie politique par la Première Restauration, il est réélu pour la septième fois député de la Somme à la Chambre des Cent-Jours, le 11 mai 1815. Il ne prend pas la parole au cours de cette courte session, qui se clôt le 13 juillet 1815 par le retour de Louis XVIII.
La Seconde Restauration marque la fin de la carrière politique de Louvet de la Somme. Il meurt quelques années plus tard, en 1818, à l'âge de 60 ans.

## Sources
- « Pierre-Florent Louvet », dans Adolphe Robert et Gaston Cougny, Dictionnaire des parlementaires français, Edgar Bourloton, 1889-1891 [détail de l’édition]